# Њеслуша
Њеслуша (слч. Nesluša) насељено је мјесто са административним статусом сеоске општине (слч. obec) у округу Кисуцке Нове Место, у Жилинском крају, Словачка Република.

## Становништво
| Година:    | 1994. | 2004.   | 2014.   | 2024.   |
| ---------- | ----- | ------- | ------- | ------- |
| Број људи: | 3228  | 3247    | 3156    | 3191    |
| Разлика:   |       | +0,58 % | -2,80 % | +1,10 % |

| Година:    | 2023. | 2024.   |
| ---------- | ----- | ------- |
| Број људи: | 3210  | 3191    |
| Разлика:   |       | -0,59 % |

Према подацима о броју становника из 2023. године насеље је имало 3.210 становника.